# Улица Генерала Артемьева
Улица Генера́ла Арте́мьева — улица на севере Москвы в районе Северный Северо-Восточного административного округа между Дмитровским и Новодачным шоссе.

## Название
Проектируемый проезд № 227 получил название улица Генерала Артемьева в октябре 2017 года. Улица была названа в честь советского военачальника, генерал-полковника Павла Артемьевича Артемьева (1897—1979), командующего войсками Московского военного округа в 1941—1953 годах. Наименование дано по предложению общественной организации «Содействие сохранению наследия Моссовета».

## Описание
Улица начинается от Дмитровского шоссе, проходит на юго-запад вдоль торгового центра «Рио» и выходит на Новодачное шоссе.